# Rami Malek
Rami Said Malek (født 12. maj 1981 i Los Angeles) er en amerikansk skuespiller.

## Udvalgt filmografi

### Film
- Oppenheimer (2023)
- James Bond: No time to die (2021)
- Bohemian Rhapsody (2018)
- Papillon (2017)
- Da Sweet Blood of Jesus (2014)
- Nat på museet 3: Gravkammerets hemmelighed (2014)
- Need for Speed (2014)
- Short Term 12 (2013)
- The Twilight Saga: Breaking Dawn - Part 2 (2012)
- The Master (2012)
- Nat på museet 2 (2009)
- Nat på museet (2006)

### Tv-serier
- Mr Robot (2015 -2019)
- The Pacific (2010)